# Eventi
Eventi, auch 835 Sixth Avenue, ist ein Wolkenkratzer mit gemischter Nutzung in Manhattan in New York City, Vereinigte Staaten. Er beherbergt im unteren Teil das Kimpton-Hotel „Eventi“ und in den oberen Etagen luxuriöse Mietwohnungen.

## Beschreibung

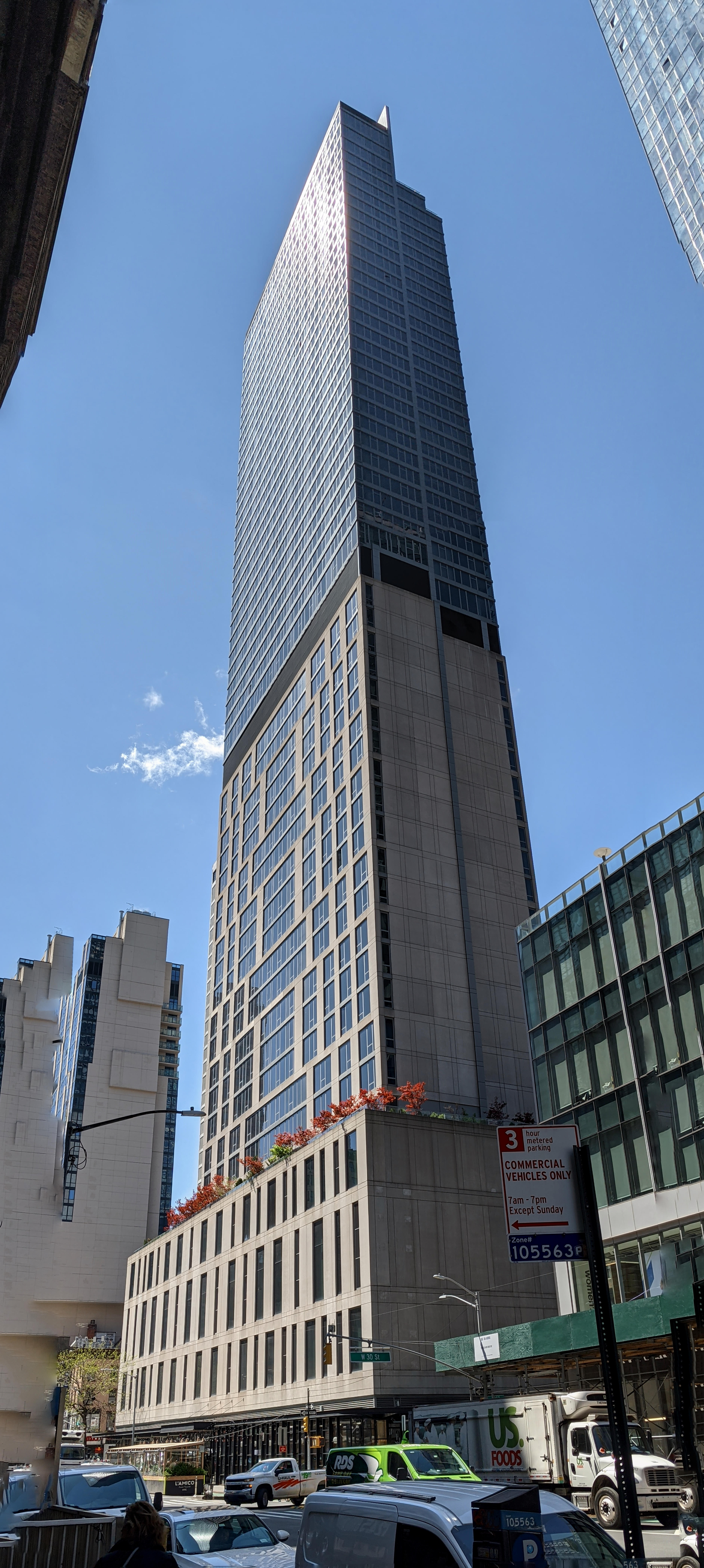
Blick von Norden auf die schmale Seite des Wolkenkratzers

Das Gebäude befindet sich in Midtown Manhattan im Stadtteil Chelsea an der Sixth Avenue (Avenue of the Americas) zwischen der West 29th und West 30th Street. Der Broadway, der Herald Square und das Empire State Building sind nur wenige Blocks entfernt.
Der auch unter seiner Adresse 835 Sixth Avenue bekannte Wolkenkratzer wurde nach dem Entwurf des Architekten Perkins Eastman von 2007 bis 2010 errichtet. Das Bauwerk ist 187,2 Meter (614 Fuß) hoch und hat 53 Stockwerke. Die ersten 22 Etagen werden inklusive des vierstöckigen Sockels von dem Vier-Sterne-Hotel „Eventi“ mit 292 Zimmern und Suiten eingenommen, das von Kimpton Hotels & Restaurants betrieben wird. Die Hotellobby ist mit der Hoteladresse 851 Sixth Avenue von der Sixth Avenue aus zugänglich. Die Etagen 24 bis 53 beherbergen unter dem Namen Beatrice Residences 302 luxuriöse Mietwohnungen sowie eine Lounge für die Bewohner. Der Eingang zu den Wohnungen befindet sich mit der Adresse 105 West 29th Street in der 29th Street.
Hotel- und Wohnbereich werden durch die im schwarzen Farbton gehaltene 23. Etage mit technischen Einrichtungen getrennt. Die Hoteletagen haben Fassaden mit einem abwechselnden Muster aus Betonplatten und großen, vom Boden bis zur Decke reichenden Fenstern und die Fassaden der Apartmentetagen bestehen dagegen nahezu vollständig aus Glas. An der Westseite des Gebäudes liegt ein hoteleigener Plaza mit Brunnen, Bepflanzung und Sitzgelegenheiten.